# Anthophora senicula
Anthophora senicula är en biart som beskrevs av Pérez 1902. Anthophora senicula ingår i släktet pälsbin, och familjen långtungebin. Inga underarter finns listade i Catalogue of Life.